# NVR

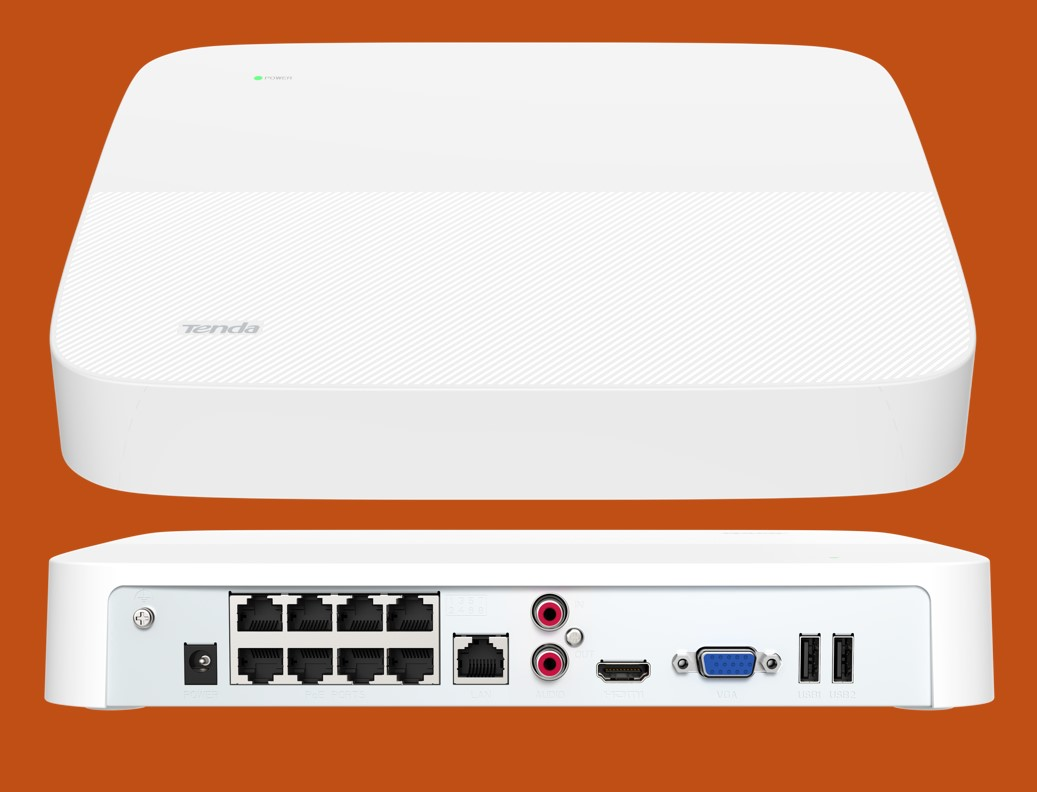
Un NVR. Sus e partea frontală și jos e spatele NVR-ului care are mufa de alimentare, interfețele RJ45 de conectare pentru camerele IP, pentru conectarea acestuia la o rețea, HDMI și VGA pentru conectarea unui monitor, USB pentru maus, unui stick de memorie și alte ieșiri/intrări. HDD-ul se montează în interiorul NVR-ului.

NVR vine de la Network Video Recorder și este un "înregistrator video de rețea". Este un sistem informatic specializat care înregistrează video  pe o unitate de disc, pe o unitate flash USB, pe un card de memorie sau pe alt dispozitiv de stocare și permite manipularea videoclipurilor, camerelor IP conectate și alte funcții. Un NVR în sine nu conține camere, dar se conectează la acestea printr-o rețea, de obicei ca parte a unui sistem de supraveghere video IP . NVR-urile au de obicei sisteme de operare încorporate.
Uneori, ca o alternativă mai flexibilă și mai utilă la NVR, computerele obișnuite pot fi echipate cu software de management video, VMS (Video Management Software).
NVR-urile diferă de recorderele video digitale sau DVR (Digital Video Recorder), deoarece intrarea unui NVR este de la o rețea pe cablu Ethernet sau Wi-Fi, mai degrabă decât o conexiune directă la o placă de captură video sau tuner. Videoclipul de pe un DVR este codificat și procesat la DVR, în timp ce videoclipul de pe un NVR este codificat și procesat la cameră, apoi transmis în flux la NVR pentru stocare sau vizionare de la distanță. Procesarea suplimentară poate fi efectuată la NVR, cum ar fi compresia suplimentară sau etichetarea cu metadate. Există sisteme hibride de supraveghere NVR/DVR care încorporează atât funcții NVR, cât și DVR.
La NVR-uri se conectează în general camere IP, care este o cameră video digitală cu protocol Internet (IP), prescurtat IPC, este un tip de cameră video digitală care primește date de control și trimite date de imagine printr-o rețea IP. 

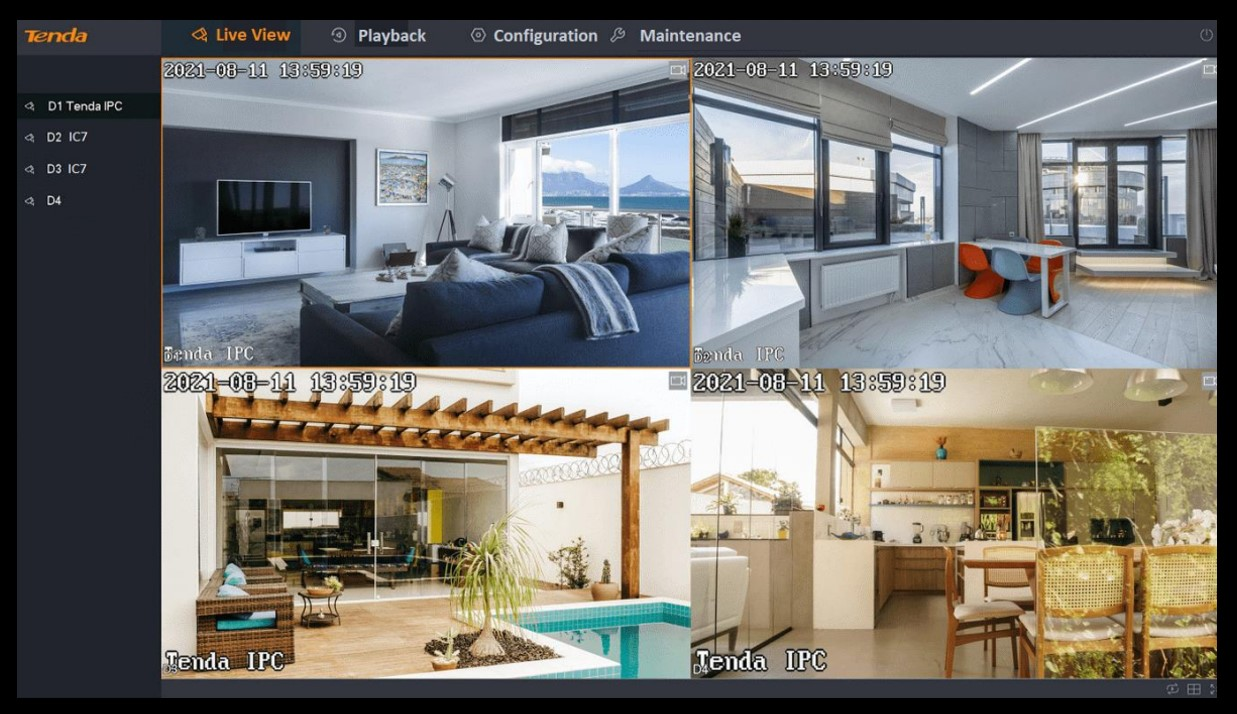
Interfața locală a unui NVR hardware, după conectarea unui monitor și a unui maus sau a altui tip de dispozitiv de control. În general, un NVR poate fi accesat și dintr-un browser web sau aplicație de mobil.

NVR-urile au o interfață locală de gestionare și vizualizare a fluxurilor video, în general se conectează un monitor și un maus. NVR-urile pot fi accesate și configurate și dintr-un browser sau aplicație de smartphone. Astfel, se permite vizualizarea, manipularea imaginilor, setări de notificări, configurări complexe de securitate etc. Un NVR poate fi conectat la Internet sau nu. 
Un NVR este, în esență, un sistem avansat similar cu un server. Acesta dispune de un sistem de operare propriu și are capacitatea de a dirija pachetele de date între diferite rețele, asemenea unui ruter. De asemenea, poate stoca și analiza în timp real fluxurile video, trimițând informații și notificări către alte sisteme, funcționând astfel ca un server.   
Prin intermediul acestor funcții, NVR-ul joacă un rol crucial în sistemele de supraveghere video, oferind o soluție integrată pentru gestionarea și procesarea imaginilor de securitate.

## Tipuri de NVR-uri
Există mai multe tipuri de NVR-uri (Network Video Recorder) utilizate pentru supravegherea video. Iată câteva categorii de clasificare și tipuri de NVR-uri:
1. Standalone: Acestea sunt unități fizice tradiționale, care vin cu propriul lor sistem de operare și hardware dedicat. Sunt ușor de configurat și sunt folosite în medii unde se dorește o soluție plug-and-play.
2. NVR-uri cu camere IP incluse (kituri): Kiturile de supraveghere video sunt pachete complete care includ atât NVR-uri (Network Video Recorder), cât și camere de supraveghere.
3. NVR-uri PoE (Power over Ethernet): Acestea se conectează la camerele IP prin cabluri Ethernet și furnizează și alimentare electrică prin aceleași cabluri. Sunt ideale pentru sistemele de supraveghere cu mai multe camere.
4. NVR-uri wireless: Acestea comunică prin rețele Wi-Fi și nu necesită cabluri Ethernet. Sunt potrivite pentru instalări fără cablaje sau în locuri unde cablurile sunt dificil de tras.
5. NVR-uri în funcție de modul de stocare: NVR-urile pot stoca înregistrările video pe un hard disk intern, pe un dispozitiv de stocare extern (cum ar fi un stick USB sau un NAS - Network Atached Storage) sau în cloud. Cele cu stocare internă pot avea unul sau mai multe HDD-uri și pot avea diferite capacități de stocare, iar unele suportă RAID (RAID 0/1/5/6/10) pentru redundanță și siguranță.
6. NVR-uri clasificate după numărul de canale: NVR-urile pot suporta diferite numere de canale (fluxuri video), cum ar fi 4, 9, 16, 32 sau 64. Acest lucru se referă la câte camere IP pot fi conectate simultan la NVR. Numărul de porturi RJ45 de pe spatele NVR-ului nu reflectă numărul de canale.
7. NVR-uri cu funcții avansate de analiză video: Există și alte categorii de NVR-uri, cum ar fi cele profesionale, cele cu funcții avansate de analiză video și cele cu rezoluții diferite. Alegerea unui NVR depinde de nevoile specifice ale sistemului de supraveghere și de mediul în care va fi utilizat. cestea pot detecta mișcarea, obiectele, fețele sau alte evenimente specifice în înregistrările video. Sunt utile pentru securitatea avansată și pentru a filtra alertele false.
8. NVR-uri clasificate după mediul de utilizare: Pentru uz rezidențial: Acestea sunt potrivite pentru case și apartamente, cu un număr redus de camere IP. Pentru mediul comercial: Acestea sunt proiectate pentru utilizarea în birouri, magazine sau alte spații comerciale, unde este nevoie de o supraveghere mai extinsă. Pentru mediul industrial: Acestea sunt robuste și pot gestiona un număr mare de camere, fiind utilizate în fabrici, depozite sau alte medii industriale. Dar toate pot fi de exterior sau interior.
9. Sisteme hibride de supraveghere NVR/DVR: care încorporează atât funcții NVR, cât și DVR.
10. NVR-uri virtuale,  VMS (Video Management Software), Software-based NVR: Acestea transformă un computer obișnuit într-un NVR. Sunt mai flexibile și pot fi personalizate, dar necesită cunoștințe tehnice pentru configurare. Uneori, ca o alternativă mai flexibilă și mai utilă la NVR, computerele obișnuite pot fi echipate cu software de management video, VMS (Video Management Software).

### 2.NVR-uri cu camere IP incluse (kituri):

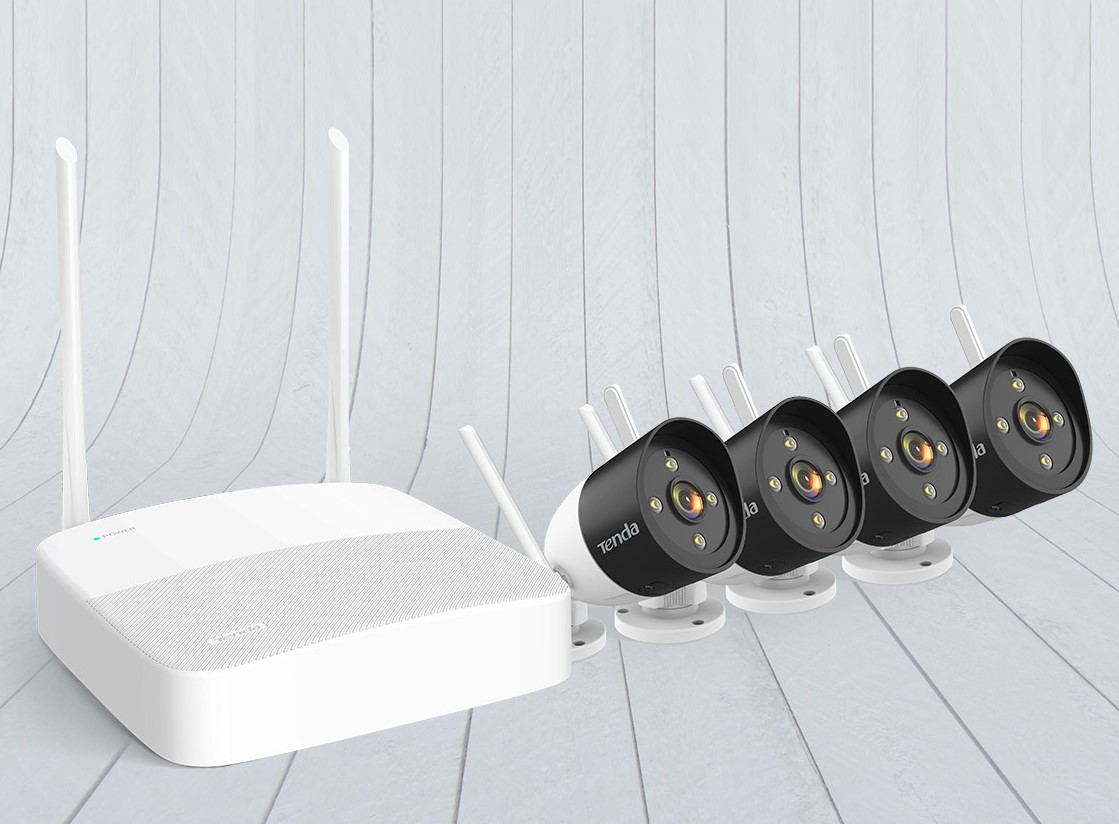
Un kit Wi-Fi. NVR-ul și camerele trebuie alimentate iar acestea se conectează automat prin wireless. Un NVR nu este obligatoriu a fi conectat la Internet pentru a funcționa. În general, un NVR este un sistem complex care are și funcția de rutare.

Kiturile de supraveghere video sunt pachete complete care includ atât NVR-uri (Network Video Recorder), cât și camere de supraveghere. Aceste kituri sunt concepute pentru a oferi o soluție completă și ușor de instalat pentru supravegherea video. Camerele IP pot fi atât pentru interior, cât și pentru exterior și pot avea diferite rezoluții (de exemplu, Full HD sau 4K).  În general camerele se conectează automat și sistemul este gata de folosire

### 3. NVR-uri PoE (Power over Ethernet)

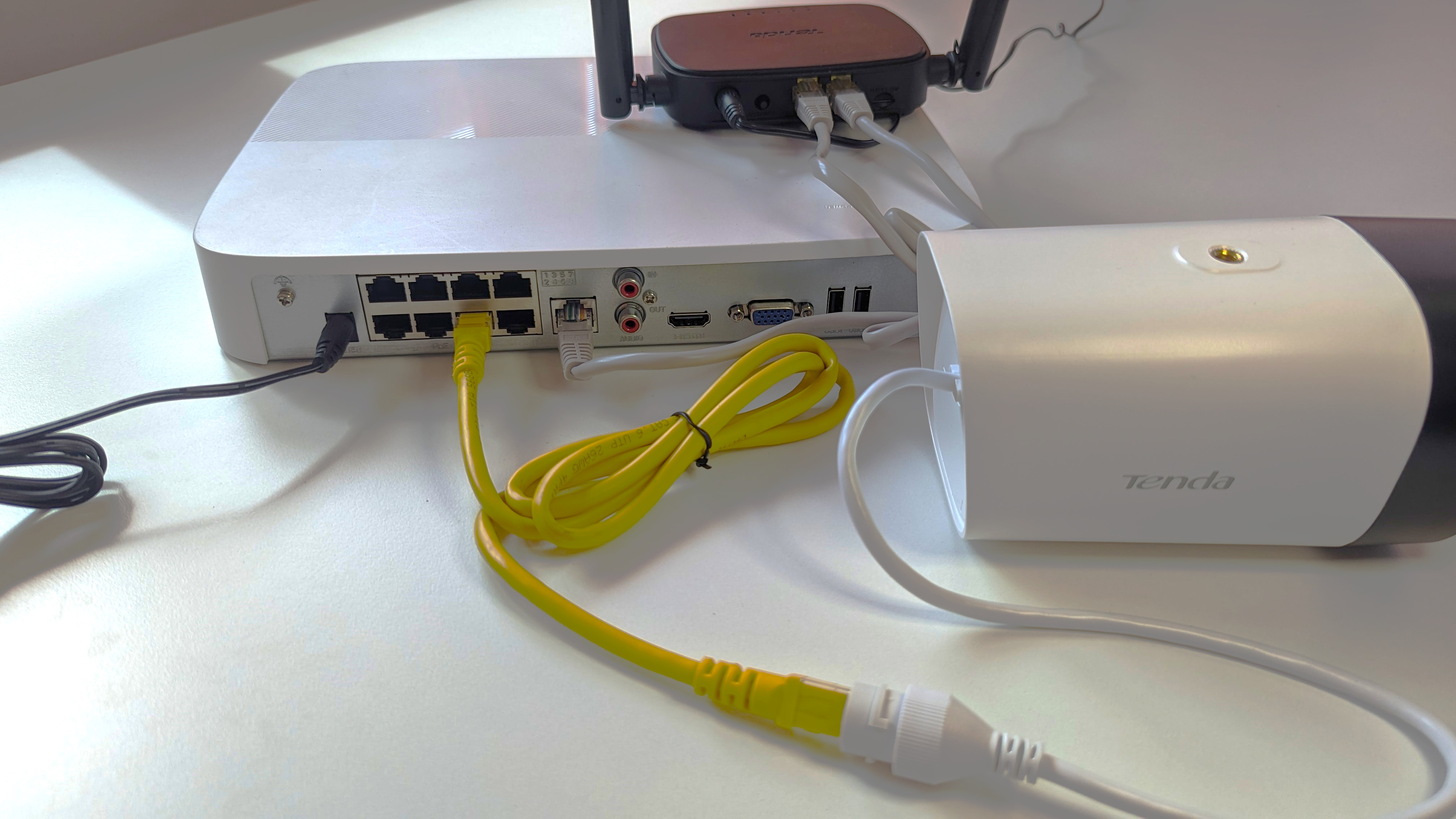
O cameră IP care acceptă PoE e conectată, cu cablul galben, la un NVR care oferă PoE. NVR-ul e conectat la un router pentru a avea acces la internet, prin cablul gri.

Sunt NVR-uri care au porturi Ethernet RJ-45 cu capacități PoE care alimentează cu curent camerele conectate dar în același timp se transmit și date, bineînțeles, fluxul video și audio. Dacă un NVR nu are porturi PoE atunci se poate folosi oricând un swici cu alimentare PoE, acesta putând fi conectat la NVR iar camerele la acesta sau se poate utiliza un injector PoE. Există două componente esențiale într-un sistem Power over Ethernet: 
- PoE PSE (Power Sourcing Equipment) - echipamente de alimentare cu energie. În acest caz fiind NVR-ul care alimentează camerele prin porturile PoE.
- PoE PD (Powered Device) - dispozitiv alimentat. În acest caz sunt camerele care sunt și ele alimentate prin PoE. Însă camerele trebuie să fie și ele cu porturi PoE, să se permită a fi alimentate prin porturile RJ-45. Altfel trebuie alimentate prin adaptoare de curent continuu.[7]

Există mai multe standarde PoE stabilite de Institute of Electrical and Electronics Engineers:
- PoE (IEEE 802.3af): Furnizează până la 15.4W de energie de la echipamentul sursă de alimentare (PSE) și 12.95W la dispozitivul alimentat (PD) din cauza pierderilor pe cablu.
- PoE+ (IEEE 802.3at): Oferă per port până la 30W de la PSE și 25.5W la PD.
- PoE++ (IEEE 802.3bt) Type 3: Suportă până la 60 W per port.
- PoE++ (IEEE 802.3bt) Type 4: Suportă până la 100 W per port.[8]

Există mai multe tehnici de transmitere a curentului pe cablul de rețea Ethernet. Trei dintre acestea au fost standardizate de către Institute of Electrical and Electronics Engineers (IEEE) în standardul IEEE 802.3 încă din 2003. Cele trei standarde sunt cunoscute ca Alternative A, Alternative B și 4PPoE.
- Alternative A și Alternative B: Pentru 10BASE-T și 100BASE-TX, doar două din cele 4 fire dintr-un cablu Cat 5 sunt folosite. Alternative B separă firele de date de cele de curent, făcând astfel depanarea mult mai ușoară. De asemenea, acesta folosește toate cele 4 perechi de fire din cablu Cat 5. Faza vine pe firele 4 și 5, iar nulul pe firele 7 și 8.
- 4PPoE: dă tensiune pe toate cele patru perechi de fire, de pe un cablu cu 8 fire, permițând astfel alimentarea cu mai mult curent pentru dispozitive.[9]

### 8. Sisteme hibride de supraveghere NVR/DVR
DVR (Digital Video Recorder) și NVR (Network Video Recorder) sunt două tipuri de sisteme utilizate pentru înregistrarea și stocarea înregistrărilor video în sistemele de supraveghere. Principalele diferențe între ele:
- Tehnologia și tipul camerelor:
  - DVR: Sistemele DVR utilizează tehnologie tradițională și camere analogice (cunoscute și sub denumirea de camere CCTV, sau camere AHD). Camerele analogice se conectează la DVR prin cabluri coaxiale, transmițând semnale video neprocesate. DVR-ul procesează aceste semnale și le face disponibile pentru vizualizare.
  - NVR: Sistemele NVR sunt bazate pe camere IP (Internet Protocol) avansate. Aceste camere encodează și procesează datele video la sursă, apoi le transmit la NVR pentru stocare și vizualizare la distanță. NVR-urile pot fi wireless sau pot utiliza cabluri Ethernet.
- Flexibilitate și conectivitate:
  - DVR: Sunt mai puțin flexibile, deoarece trebuie să folosiți doar camere analogice. Nu puteți combina diferite tipuri de camere. Totuși, prețul mai scăzut al camerelor analogice este un avantaj al sistemelor DVR.
  - NVR: Sunt mai flexibile, permițând utilizarea diverselor camere IP. Aceasta vă oferă mai multe opțiuni în ceea ce privește calitatea imaginii și funcțiile camerelor.
- Procesarea datelor video:
  - DVR: Procesarea datelor video are loc la nivelul DVR-ului. Semnalele video neprocesate sunt transmise de la camere la DVR, unde sunt codificate și stocate.
  - NVR: Procesarea datelor video are loc la nivelul camerelor IP. Acestea encodează și procesează datele video, iar NVR-ul le stochează și le face disponibile pentru vizualizare.
- Preț și complexitate:
  - DVR: Sunt mai accesibile ca preț, dar au anumite limitări în ceea ce privește calitatea imaginii și funcțiile.
  - NVR: Sunt mai avansate și mai scumpe, dar oferă o calitate superioară a imaginii și mai multe opțiuni.

## Moduri de conectare a camerelor IP
Camerele IP pot fi conectate la NVR prin protocolul ONVIF, RTSP, protocoale proprietare de conectare între camere și NVR-uri de la același producător sau alte protocoale. 

### ONVIF
ONVIF (Open Network Video Interface Forum) oferă o modalitate consistentă pentru ca dispozitivele de la mai mulți producători să poată lucra împreună, în caz contrar, nu ar fi putut. Oferă interoperabilitate între diverse branduri. ONVIF e standardizat de organizația ONVIF, Inc. Avantajatele folosirii protocolului ONVIF sunt:
- Permite compatibilitatea de la diferiți furnizori. Se poate conecta o cameră IP de la un brand la un NVR de la alt brand, și invers, dar cu condiția ca ambele să suporte ONVIF.
- Ușor de implementat pe software-ul VMS.
- Compatibil cu mai mult de 5.000 de dispozitive IP.
- Suportat de majoritatea producătorilor de dispozitive bazate pe tehnologie IP.
- Membrii contribuie constant la îmbunătățirea protocolului.
- Dezvoltarea continua a protocolului.
- Bine sprijinit si documentat.[13]

Profilele ONVIF fac ușor de recunoscut modul în care dispozitivele și clienții conformi ONVIF sunt compatibili unii cu alții. Fiecare profil ONVIF definește un set fix de funcționalități care trebuie să fie susținute de un dispozitiv și de un client conformi. Acest lucru asigură că un client care respectă, să spunem, Profilul S, va funcționa cu un dispozitiv care, de asemenea, respectă Profilul S.
- Profil S: profilul de baza utilizat de dispozitivele IP si NVR-uri, accepta solicitarea si controlul streamingului video, audio, metadate, iesiri releu si controlul camerelor PTZ in retelele IP.
- Profil G: acest profil accepta functii legate de inregistrare, cautare si redare, astfel incat este posibil sa lucrezi cu VMS (Video Management System) pentru a recupera inregistrarile video de la NVR sau chiar de pe cardurile de memorie SD instalate pe camerele IP.
- Profil Q: acesta este util pentru a descoperi camerele IP si alte dispozitive de securitate IP, prin intermediul scanarii retelei, ceea ce face procesul de instalare mult mai usor si mai rapid, mai ales intr-un mediu cu echipamente de la diferite brand-uri.
- Profil C: acest tip de profil suporta controlul accesului si gestionarea evenimentelor/alarmelor. Este foarte util sa poti controla accesul in anumite zone pe baza acestui profil.
- Profil A: sistemul de control al accesului poate utiliza profilul A pentru a sprijini integrarea sistemului, cu scopul de a acorda sau revoca accesul in zone controlate de cititoare de carduri si alte dispozitive compatibile cu acest protocol.[13]

Pentru a conecta o cameră IP prin interfața unui NVR este nevoie a cunoaște:
- User și parolă cameră, uneori sunt aceleași cu credențialele de autentificare la interfața locală a camerei, sau ONVIF sau RTSP.
- IP cameră.
- Portul ONVIF al camerei.
- uneori e nevoie și profilul ONVIF.

### RTSP
RTSP (Real-Time Streaming Protocol) este un protocol de mesaje bazat pe text, similar cu HTTP, dar menține o sesiune TCP pentru a urmări livrarea simultană a fluxurilor. Este potrivit pentru scenarii client/server, cum ar fi conexiunea între camerele IP și NVR-uri. Streamingul video de la aceste camere folosește în general protocolul RTP pentru a transporta video-ul codat. RTSP sau SIP sunt normele pentru conexiunea între cameră și NVR. RTSP este utilizat pentru NVR-urile locale, iar SIP pentru serviciile cloud. 
Prin acest protocol se poate accesa și folosind un player video imaginea unei camere, iar unele NVR-uri acceptă adăugarea fluxului video a unei camere folosind acest protocol. Exemplu de adresă URL RTSP:
```
rtsp://user:password@IP:port/profile
```

```
rtsp://admin:ParolaMagica@192.168.1.203:8554/profile0
[
nefuncțională
 
–
 
arhivă
]

```

### PSIA
Dacă se dorește a se folosi altceva decât protocolul ONVIF, există o alternativă numită PSIA (Physical Security Interoperability Alliance) care are același principiu de compatibilitate si conformare a dispozitivelor de securitate IP, însă nu este atât de popular. PSIA a fost creat înainte de standardul ONVIF, dar nu a putut sa se mențină pe o poziție de conducere in industria securității.

### Protocoale proprietare
Mulți producători de NVR-uri au protocoalele proprii pentru conectarea automată a camerelor. De exemplu NVR-urile de la Tenda au protocolul Tenda care automat detectează camerele marcă proprie din rețea și apoi le adaugă, pe lângă acceptarea protocolul standardizat ONVIF. Acest lucru e valabil și pentru alte mărci precum Amcrest, Lorex, Tenda, AXIS, Reolink, IP-COM, Hikvision, Ubiquity etc, fiecare marcă cu protocolul propriu.